# Distretto di Yauyucan
Il distretto di Yauyucan è uno degli undici distretti  della provincia di Santa Cruz, in Perù. Si trova nella regione di Cajamarca e si estende su una superficie di 35,37 chilometri quadrati.

Istituito il 21 aprile 1950, ha per capitale la città di Yauyucan; al censimento 2005 contava 3.520 abitanti.